# Weu Krueng
Weu Krueng is een bestuurslaag in het regentschap Aceh Besar van de provincie Atjeh, Indonesië. Weu Krueng telt 334 inwoners (volkstelling 2010).